# 放課後のピアニスト
『放課後のピアニスト』（ほうかごのピアニスト）は、十野七による日本の4コマ漫画。

## 概要
高校のピアノ部を舞台に繰り広げられる4コマ漫画作品。
ピアノを弾くことが何よりも大好きな響レミらピアノ部の面々を描く作品であり、話題の中心には必ずピアノが存在する。なお、このピアノ部は演奏会やコンクールを目指すというよりは「演劇部向けのSEを作る」など他の部活の裏方として活動していることが多い。
『まんがタイムラブリー』にて2010年2月号より2011年1・2月合併号まで連載された後、同誌のリニューアルに伴い『まんがタイムスペシャル』（共に芳文社）に移籍し、2011年2月号より2012年8月号まで連載を継続した。
単行本は全2巻。

## 登場人物
響レミ
プロピアニストを目指すピアノ部の1年生。ピアノを弾くことが誰よりも好きであり、思考は常にピアノ中心の女の子。
天才的なピアノの腕を持っており、本番に強い。その反面、練習では酷い演奏になってしまう。
非常に単純な性格をしており、それが演奏にも表れる。そのためか、その演奏を聴くと元気になったり、お供えをせずにはいられなくなるなどの効果がある。
ピアノの腕は天才的ではあるものの、それ以外に関してはさっぱりで、特に体力と成績に問題有り。
特に体力は本気での演奏を数曲行っただけでグロッキーになってしまうほど。
山田曽良
レミの幼馴染で、同じくピアノ部の1年生。周囲からはレミの保護者と認識されている。
レミを超えることを人生の目標にしており、腕もかなりのもの。
ピアノの腕だけではなく、成績も優秀であり、料理も出来る。
音楽関係の家系ではあるが、ピアノを始めたきっかけはレミの演奏を聴いたため。また、ピアノだけでなくバイオリンの演奏も出来る。祖母がピアノ教室を開いており、姉もそこで指導を行っている。父は音大の教授であり、レミと曽良は彼に師事している。
黒木志土
レミ以上の腕を持つ鬼才でピアノ部の2年生。ピアノ部の部長でもある。
もはやプロとも言われる実力であり、その演奏に圧倒され自信を喪失し、ピアノをやめてしまう者も多いほど。
無論、本人にそんな気はなく、自身の演奏が周囲の人に影響を与えてしまうことを気にしている。また、ネガティブに考えすぎてしまう性格でもある。
本来は名門校の推薦もあったが、学費が工面できないことから現在の設備の整っていないピアノ部に所属している。
まだ高校生ながら、自ら作曲も行う。
家族も音楽一家であり、よくセッションを行っている。
完璧な演奏をこなすが故か、唯一、即興アレンジが苦手。
花野羅々
ピアノ部の副部長で2年生。部員の中で唯一プロになるつもりがない。
自宅にピアノがなく、部活での演奏が唯一であったが、作中でピアノを購入した。
合唱部の伴奏もしている。
将来の目標は「プロのピアニストになった志土のマネージャーとなり、彼にたくさん稼いでもらう」こと。これを意識した言動が多い。
文川弥生
ピアノ部の顧問をしている教師。担当科目は生物。通称、フミ先生。ピアノ部の顧問ではあるが、本人はピアノを弾けない。だが、ピアノは好き。
物を作ることが好きであり、自然にある物を使って、個性的な創作活動をよく行っている。だが、器用というわけではなく、手を怪我することもある。

## 単行本
- 十野七『放課後のピアニスト』 芳文社〈まんがタイムコミックス〉、全2巻
  1. 2011年7月22日初刷発行（2011年7月7日発売[12]）、ISBN 978-4-8322-6986-6
  2. 2012年8月22日初刷発行（2012年8月7日発売[12]）、ISBN 978-4-8322-5104-5